# Noah Schnapp
Noah Cameron Schnapp (ur. 3 października 2004 w Scarsdale) – kanadyjsko-amerykański aktor filmowy i telewizyjny. Odtwórca roli Willa Byersa w serialu Stranger Things.

## Życiorys

### Wczesne lata
Urodził się w Scarsdale w stanie Nowy Jork. Jego rodzice to Karine i Mitchell Schnapp. Ma siostrę bliźniaczkę o imieniu Chloe. Noah jest Żydem, a jego rodzina pochodzi z Montrealu w Quebecu w Kanadzie, stąd też posiada obywatelstwo kanadyjskie.

### Kariera
W roku 2015 użyczył głosu głównemu bohaterowi, Charliemu Brownowi, w filmie animowanym Fistaszki – wersja kinowa. W tym samym roku u boku Toma Hanksa dostał swoją pierwszą rolę aktorską w dramacie Most szpiegów. Od 2016 roku gra Willa Byersa w serialu Netfliksa Stranger Things.

### Życie prywatne
5 stycznia 2023 roku ujawnił, że jest gejem.

## Filmografia

### Filmy
| Rok        | Tytuł                     | Rola                 | Uwagi |
| ---------- | ------------------------- | -------------------- | ----- |
| 2015       | Most szpiegów             | Roger Donovan        |       |
| 2015       | Fistaszki – wersja kinowa | Charlie Brown        | głos  |
| 2016       |                           |                      | głos  |
| The Circle | Lucas                     | film krótkometrażowy |       |
| 2017       | We Only Know So Much      | Otis Copeland        |       |
| 2018       | Legend of Hallowaiian     | Kai                  | głos  |
| 2019       | Abe                       | Abe                  |       |
| 2020       | Waiting for Anya          | Jo                   |       |
| 2020       | Hubie Halloween           | Tommy                |       |

### Seriale
| Rok     | Tytuł           | Rola       | Uwagi                                                |
| ------- | --------------- | ---------- | ---------------------------------------------------- |
| od 2016 | Stranger Things | Will Byers | rola powracająca (1 sezon) główna rola (od 2 sezonu) |